# Tubo di Nessler

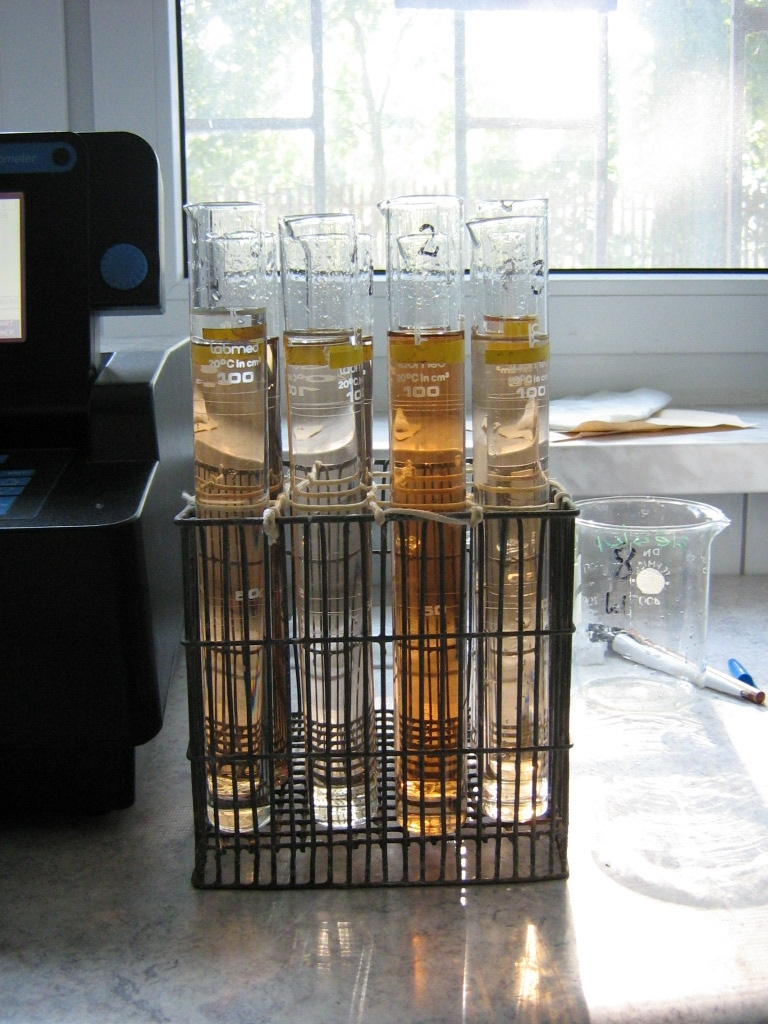
Determinazione colorimetrica del ferro con tubi di Nessler da 100 ml

Il tubo di Nessler, noto anche come cilindro di Nessler, è una particolare provetta di vetro tarata, con un fondo piano e caratterizzata da un determinato volume, utilizzata per le analisi colorimetriche. Deve il suo nome al chimico tedesco Julius Neßler, che la utilizzò per effettuare un suo saggio per il rilevamento dell'ammoniaca (saggio di Nessler).
Una serie di tubi di Nessler viene riempita con le soluzioni di calibrazione le quali, ordinate in ordine crescente di concentrazione, consentono di ricavare tramite comparazione la concentrazione incognita dell'analita. Per effettuare in modo corretto l'analisi, nel rispetto della legge di Lambert-Beer, è necessario che tutti i tubi siano dello stesso tipo, ovvero abbiano la medesima altezza, diametro e spessore del vetro. I tubi in commercio sono comunemente del volume di 50 ml e 100 ml.
Con l'avvento della spettrofotometria i classici metodi colorimetrici sono caduti in disuso e i tubi di Nessler trovano maggiore impiego come vetreria per condurre le reazioni chimiche, non diversamente di quanto avviene per le normali provette.